# Juniperus taxifolia
Juniperus taxifolia ist eine Pflanzenart aus der Familie der Zypressengewächse (Cupressaceae). Sie ist auf zwei zu Japan gehörenden Inselgruppen heimisch.

## Beschreibung
Juniperus taxifolia wächst als immergrüner Strauch oder kleiner Baum mit Wuchshöhen von 1 bis 3 (selten bis 13) Meter erreicht. Die Äste gehen gerade oder aufsteigend vom Stamm ab. Die aufsteigenden Zweige haben eine mattbraune, unbehaarte Rinde.
Die pfriemlichen, nadelförmigen Blätter stehen bei einer Länge von 0,7 bis 1,4 Zentimeter und einer Breite von 1 bis 1,5 Millimeter zu dritt. Das obere Ende ist stumpf. Die Nadeloberseite besitzt eine grüne gezahnte Mittelrippe und zwei weiße Stomatabänder, während sie auf der Nadelunterseite hellgrün und schwach ausgeprägt gezahnt ist.
Juniperus taxifolia ist zweihäusig (diözisch). Die Blütezeit erstreckt sich von Februar bis März und die Samen reifen im Januar bis Februar des dritten Jahres. Die gelblich-grünen männlichen Blütenzapfen sind bei einer Länge von 3 bis 4 Millimeter und einer Dicke von rund 2 Millimeter elliptisch geformt. Die kurz gestielten, beerenförmigen und dicht mit kleinen Schuppenblättern bedeckten Zapfen sind bei einem Durchmesser von 8 bis 9 Millimeter kugelig geformt. Anfangs sind die Zapfen grün gefärbt,  sie verfärben sich zur Reife hin purpur-braun. Jeder Zapfen trägt drei Samenkörner. Die Samen sind bei einer Länge von rund 5 Millimeter gekielt und eiförmig. Der Querschnitt ist dreieckig.
Die Chromosomenzahl beträgt 2n = 22.

## Verbreitung und Standort
Das natürliche Verbreitungsgebiet von Juniperus taxifolia liegt in Japan. Dort kommt die Art auf den Ogasawara-Inseln und den Ryūkyū-Inseln vor. Auf Honshū ist sie verwildert.
Juniperus taxifolia gedeiht von annähernd Meereshöhe bis in Höhenlagen von 300 Metern. Die Art wächst von der Meeresküste bis ins Inland an sonnigen Standorten auf kiesigen und steinigen Böden.

## Nutzung
Die Art wird lokal als Windschutz angepflanzt. Weiters findet sie Verwendung als Ziergehölz.

## Systematik
Die Erstbeschreibung als Juniperus taxifolia erfolgte 1838 durch William Jackson Hooker und George Arnott Walker Arnott in The Botany of Captain Beechey's Voyage, Band 6, Seite 271. Ein Synonym für Juniperus taxifolia ist Juniperus lutchuensis Koidz.
Es können zwei Varietäten unterschieden werden:
- Juniperus taxifolia var. lutchuensis (Koidz.) Satake: Sie kommt vom südlichen Honshū bis zu den Ryūkyū-Inseln vor.[5]
- Juniperus taxifolia var. taxifolia: Sie kommt auf den Ogasawara-Inseln vor.[5]

## Gefährdung und Schutz
Juniperus taxifolia wird in der Roten Liste der IUCN als nicht gefährdet geführt. Aufgrund der unzureichenden Datenlage wird eine Evaluierung für notwendig gehalten. Der Bestand wird jedoch als stabil angesehen.